# Personer i Sverige födda i Irland
Till personer i Sverige födda i Irland räknas personer som är folkbokförda i Sverige och som har sitt ursprung i Irland. Enligt Statistiska centralbyrån fanns det 2017 i Sverige sammanlagt cirka 2 800 personer födda i Irland.

## Historisk utveckling

### Födda i Irland
| Personer i Sverige födda i Irland 1930–2024 | Personer i Sverige födda i Irland 1930–2024 | Personer i Sverige födda i Irland 1930–2024 | Personer i Sverige födda i Irland 1930–2024 | Personer i Sverige födda i Irland 1930–2024 |
| --- | ------------------------------------------- | ------------------------------------------- | ------------------------------------------- | ------------------------------------------- |
| |                                             |                                             |                                             |                                             |
| År |                                             |                                             | Folkmängd                                   |                                             |
| 1930 | 1930                                        |                                             | 32                                          |                                             |
| 1950 | 1950                                        |                                             | 49                                          |                                             |
| 1960 | 1960                                        |                                             | 77                                          |                                             |
| 1970 | 1970                                        |                                             | 163                                         |                                             |
| 1980 | 1980                                        |                                             | 352                                         |                                             |
| 1990 | 1990                                        |                                             | 683                                         |                                             |
| 2000 | 2000                                        |                                             | 1 108                                       |                                             |
| 2001 | 2001                                        |                                             | 1 200                                       |                                             |
| 2002 | 2002                                        |                                             | 1 303                                       |                                             |
| 2003 | 2003                                        |                                             | 1 349                                       |                                             |
| 2004 | 2004                                        |                                             | 1 413                                       |                                             |
| 2005 | 2005                                        |                                             | 1 468                                       |                                             |
| 2006 | 2006                                        |                                             | 1 542                                       |                                             |
| 2007 | 2007                                        |                                             | 1 618                                       |                                             |
| 2008 | 2008                                        |                                             | 1 725                                       |                                             |
| 2009 | 2009                                        |                                             | 1 870                                       |                                             |
| 2010 | 2010                                        |                                             | 1 950                                       |                                             |
| 2011 | 2011                                        |                                             | 2 054                                       |                                             |
| 2012 | 2012                                        |                                             | 2 203                                       |                                             |
| 2013 | 2013                                        |                                             | 2 335                                       |                                             |
| 2014 | 2014                                        |                                             | 2 472                                       |                                             |
| 2015 | 2015                                        |                                             | 2 565                                       |                                             |
| 2016 | 2016                                        |                                             | 2 667                                       |                                             |
| 2017 | 2017                                        |                                             | 2 770                                       |                                             |
| 2018 | 2018                                        |                                             | 2 843                                       |                                             |
| 2019 | 2019                                        |                                             | 2 896                                       |                                             |
| 2020 | 2020                                        |                                             | 2 982                                       |                                             |
| 2021 | 2021                                        |                                             | 3 203                                       |                                             |
| 2022 | 2022                                        |                                             | 3 332                                       |                                             |
| 2023 | 2023                                        |                                             | 3 467                                       |                                             |
| 2024 | 2024                                        |                                             | 3 589                                       |                                             |
| Anm.: Befolkning den 31 december respektive år förutom åren 1960 och 1970 som avser förhållandet den 1 november och år 1980 som avser förhållandet den 15 september. |                                             |                                             |                                             |                                             |